# MTR
MTR (My traceroute, původně pojmenovaný Mattův traceroute) v informatice je počítačový program, který kombinuje funkcionalitu programů traceroute a ping do jednoho síťového nástroje.
MTR postupně prochází routery na cestě od zdroje k cílové adrese. Tento průchod realizuje limitováním počtu skoků (tj. položky TTL v hlavičce IP datagramu), které mohou jednotlivé pakety vykonat, a nasloucháním odezev jejich vypršení. Tento proces MTR opakuje periodicky, obvykle v intervalu jednou za sekundu, a udržuje si informace o časech odezvy skoků na dané cestě.

## Historie
Původní MTR program (známý jako Mattův traceroute) napsal Matt Kimball v roce 1997. V říjnu 1998 převzal údržbu MTR (přejmenovaného na My traceroute) Roger Wolff.

## Základy
MTR je licencován pod GNU General Public License (GPL) a lze ho spustit na všech moderních unixových operačních systémech. Implicitně pracuje v konzolovém režimu, volitelně nabízí také grafické rozhraní založené na GTK+.
MTR primárně závisí na dvou typech ICMP paketů, time exceeded (typ 11, kód 0) posílaný zpět routery při vypršení času TTL, a echo reply (typ 0, kód 0), pokud paket dorazil na místo určení. MTR také podporuje UDP mód (spustitelný příkazem "-u"), který vysílá UDP pakety, s hodnotou TTL v IP hlavičce inkrementovanou pro každý pokus o přechod na následující router až k cílové adrese. V UDP módu závisí MTR na paketech ICMP typu destination port unreachable (typ 3, kód 3).
MTR také podporuje IPv6 a pracuje na prakticky totožném principu, avšak závisí zde na protokolu ICMPv6.
Nástroj se často používá k řešení síťových problémů. Zobrazením seznamu prošlých routerů s průměrnými časy odezva-odpověď a ztrátou paketů pro každý router, umožňuje uživateli analyzovat stav mezi dvěma konkrétními routery odpovědnými za část z celkové doby odezvy či ztráty paketů. To pak napomáhá k identifikaci problému spojených s přetížením sítě.

## Ukázky
Následující ukázka zobrazuje MTR při sledování cesty od hostitelského počítače (example.lan) k webovému serveru Yahoo! (p25.www.re2.yahoo.com).
```
                             My traceroute  [v0.71]
            example.lan                           Sun Mar 25 00:07:50 2007

                                       Packets                Pings
Hostname                            %Loss  Rcv  Snt  Last Best  Avg  Worst
 1. example.lan                        0%   11   11     1    1    1      2
 2. ae-31-51.ebr1.Chicago1.Level3.n   19%    9   11     3    1    7     14
 3. ae-1.ebr2.Chicago1.Level3.net      0%   11   11     7    1    7     14
 4. ae-2.ebr2.Washington1.Level3.ne   19%    9   11    19   18   23     31
 5. ae-1.ebr1.Washington1.Level3.ne   28%    8   11    22   18   24     30
 6. ge-3-0-0-53.gar1.Washington1.Le    0%   11   11    18   18   20     36
 7. 63.210.29.230                      0%   10   10    19   19   19     19
 8. t-3-1.bas1.re2.yahoo.com           0%   10   10    19   18   32    106
 9. p25.www.re2.yahoo.com              0%   10   10    19   18   19     19
```

Další příklad níže ukazuje MTR běžící na FreeBSD.  MPLS štítky jsou zobrazené při spuštění s parametrem "-e".
```
                                  My traceroute  [v0.82]
dax.prolixium.com (0.0.0.0)                                      Sun Jan  1 12:58:02 2012
Keys:  Help   Display mode   Restart statistics   Order of fields   quit
                                                 Packets               Pings
 Host                                          Loss%   Snt   Last   Avg  Best  Wrst StDev
 1. voxel.prolixium.net                         0.0%    13    0.4   1.7   0.4  10.4   3.2
 2. 0.ae2.tsr1.lga5.us.voxel.net                0.0%    12   10.8   2.9   0.2  10.8   4.3
 3. 0.ae59.tsr1.lga3.us.voxel.net               0.0%    12    0.4   1.7   0.4  16.0   4.5
 4. rtr.loss.net.internet2.edu                  0.0%    12    4.8   7.4   0.3  41.8  15.4
 5. 64.57.21.210                                0.0%    12    5.4  15.7   5.3 126.7  35.0
 6. nox1sumgw1-vl-530-nox-mit.nox.org           0.0%    12  109.5  60.6  23.0 219.5  66.0
    [MPLS: Lbl 172832 Exp 0 S 1 TTL 1]
 7. nox1sumgw1-peer--207-210-142-234.nox.org    0.0%    12   25.0  23.2  23.0  25.0   0.6
 8. B24-RTR-2-BACKBONE-2.MIT.EDU                0.0%    12   23.2  23.4  23.2  24.9   0.5
 9. MITNET.TRANTOR.CSAIL.MIT.EDU                0.0%    12   23.4  23.4  23.3  23.5   0.1
10. trantor.helicon.csail.mit.edu               0.0%    12   23.7  25.0  23.5  26.5   1.3
11. zermatt.csail.mit.edu                       0.0%    12   23.1  23.1  23.1  23.3   0.1
```

## WinMTR
WinMTR je ekvivalentní nástroj pro platformu Windows a byl vyvinut firmou Appnor. WinMTR má velmi podobnou funkcionalitu jako MTR, avšak po stránce zdrojového kódu tyto dva nic nesdílí.